# Charles Buland
Pour les articles homonymes, voir Buland.
Charles Buland est un militaire français, né le 9 avril 1837 à Paris et mort en avril 1871 à Auch (Gers).

## Biographie
Charles Buland est né à Paris où son père, Henry Buland, est Directeur du service du Contrôle des vins et spiritueux de la capitale. Après des études au lycée de Mâcon, il obtient son baccalauréat ès lettres.
Il s'engage le 21 avril 1858 au 1er Régiment de Hussards et demande à être affecté au Proche-Orient. Le 9 octobre de la même année, l'ambassadeur français, en Chine et au Japon, le Baron Jean-Baptiste Louis Gros conclut un traité d'amitié entre la France et le Japon. 
En 1859, la Légation française s'installe dans le Temple de Saikai-ji sur la colline de Mita dans la ville d'Edo avec à sa tête Duchesne de Bellecourt, ministre français accrédité au Japon.
Charles Buland embarque à Marseille le 17 novembre 1863 et débarque dans l'un des 5 ports ouverts au commerce et à la marine française, dont Yokohama, où la population française ne tardera pas à devenir la plus importante communauté étrangère grâce à l'ouverture de la nouvelle route de la soie, initiée par la Chambre de commerce de Lyon. Charles est doué pour les langues et apprend avec une grande facilité le japonais. Il est fait brigadier et détaché auprès du Ministre plénipotentiaire de la France. Il est chargé d'enseigner les bonnes manières à l'européenne à la jeunesse aisée du Japon. Léon Roches, nommé ambassadeur de 1864 à 1868 aura pour successeur de 1868 à 1873 Maxime Outrey.
En 1870, il signe un contrat avec le gouvernement japonais pour enseigner à l'école d'Osaka mais la guerre éclate en France et Charles Buland décide de rentrer au pays.
L'Empereur du Japon, Meiji, lui remet un sabre en remerciements de son travail. Treize de ses élèves, alors âgés de 17 à 21 ans, décident de l'accompagner en France. Ils débarquent à Marseille le 4 février 1871.
Devant la situation de l'époque, Charles place ses élèves dans différents lycées et rejoint son régiment basé à Auch, sous les ordres du général, le duc Paul de Bauffremont. Il meurt d'un infarctus en avril 1871. Sa dépouille mortelle est transférée à Mâcon et, pour des raisons restées mystérieuses, son corps est transféré au cimetière de Bourg-la-Reine[réf. nécessaire].
Sa mère, Marguerite Combier, vendit tous les objets précieux que son fils possédaient et avec l'argent récolté lui fit élever un monument funéraire et construire une crèche portant le nom de son fils.